# Apodemus rusiges
Apodemus rusiges е вид бозайник от семейство Мишкови (Muridae). Видът е незастрашен от изчезване.

## Разпространение
Разпространен е в Индия и Пакистан.